# دابة الشجر
دابّة الشجر (الاسم العلمي: Certhiidae)، فصيلة طيور صغيرة من رتبة الجواثم. تنتشر في المناطق المُشجرة من نصف الكرة الشمالي وأفريقيا جنوب الصحراء الكبرى. الفصيلة تحتوي على عشرة أنواع ضمن جنسين، داب الشجر والمتسلق. ريشها ذو لون باهت، وكما يوحي اسمها، فإنها تتسلق فوق سطح الأشجار بحثًا عن الطعام.